# ガラスペン

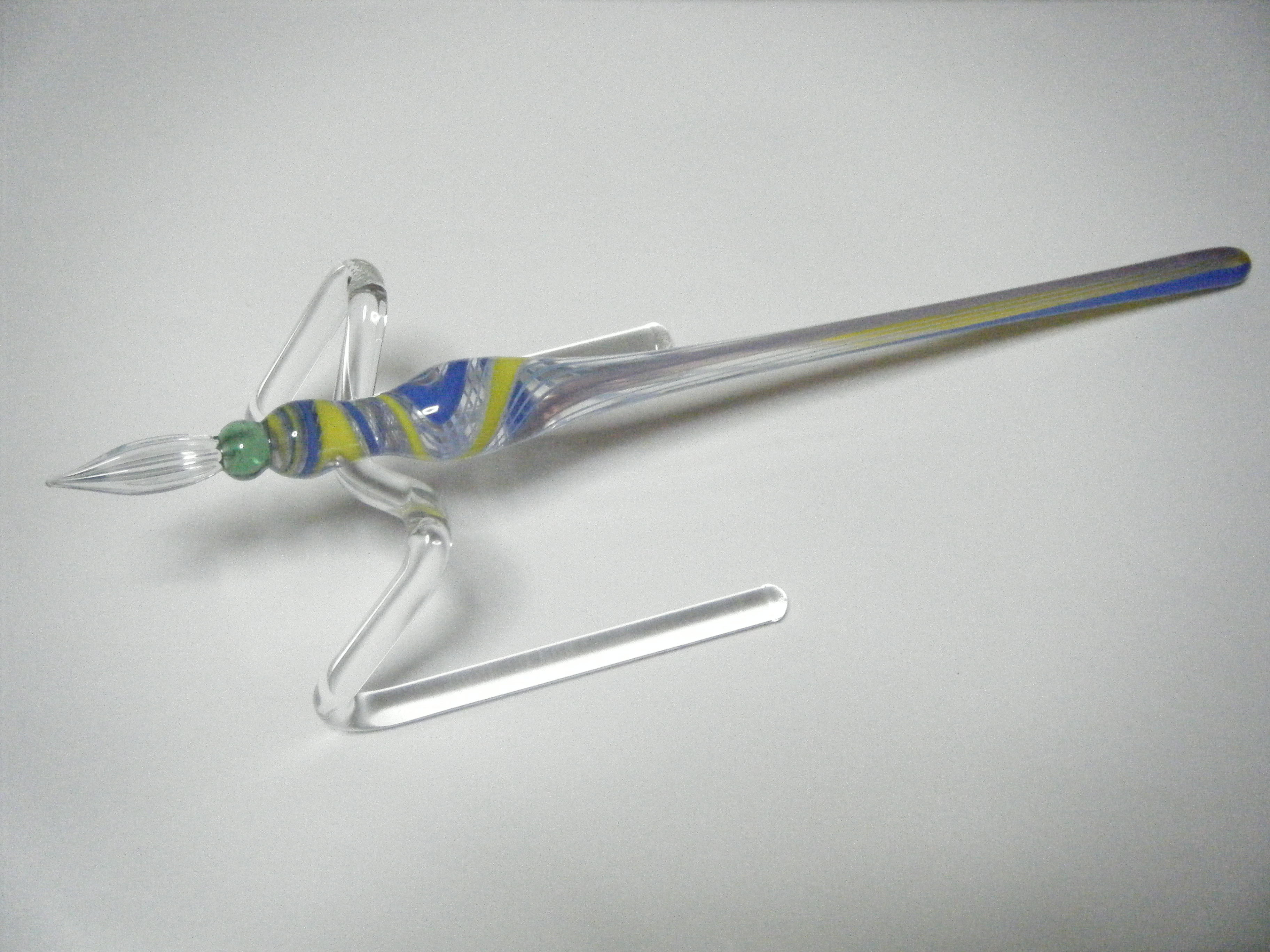
ガラスペン（全体）

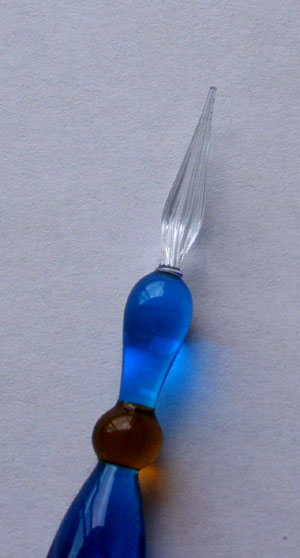
ガラスペン（部分）

ガラスペンとは、つけペンの一種で、ガラス製のペンである。毛細管現象によってペン先の溝にインクが吸い上がり、筆記が可能になる。書き味は滑らかで、1回インクをつければハガキ1枚程度の筆記ができる。
日本では、1902年に日本の風鈴職人である佐々木定次郎によって開発され、製造・販売が開始された。ガラスのペン先は、かつて一般的な文房具だったが、ボールペンの登場によって衰退した。しかし、1989年にペン全体がガラスで作られた商品が開発され、機能性だけでなく見た目の美しさも高い評価を受け、再び工芸品として人気が高まった。海外からの評価も高い。
金属ペンとは異なり、あらゆる方向にペン先が走り、墨汁が利用できる等の利点がある。ペン軸への接続はネジ込み式になっており、内径が適合する竹軸のような物を別途用意して穴に差して使用する。

## 特徴
ペン先をインクに浸すだけで使え、ハガキ1枚分ほどなら連続して書ける。ただし、立てて書くとインクが出にくい特性がある。ある程度寝かせて書くと良い。使い終わった後は、水洗いして布やティッシュペーパーで水気を拭き取る。ガラスは腐食に強いため、酸性のインク（古典的な没食子インクなど）や、あるいはラメ入りなど万年筆では詰まりやすいインクにも使いやすい。
ガラス製であるため、ペン先が透明になってくるとインク切れが分かる。インクを補充する時、インク瓶の縁にペン先を当てると傷みが生じるので注意が必要である。また、他の筆記具と違ってガラス製であるため、不注意によって落下させたり、インク瓶の底にペン先を当てることで簡単に割れて使えなくなってしまう。

## メーカー

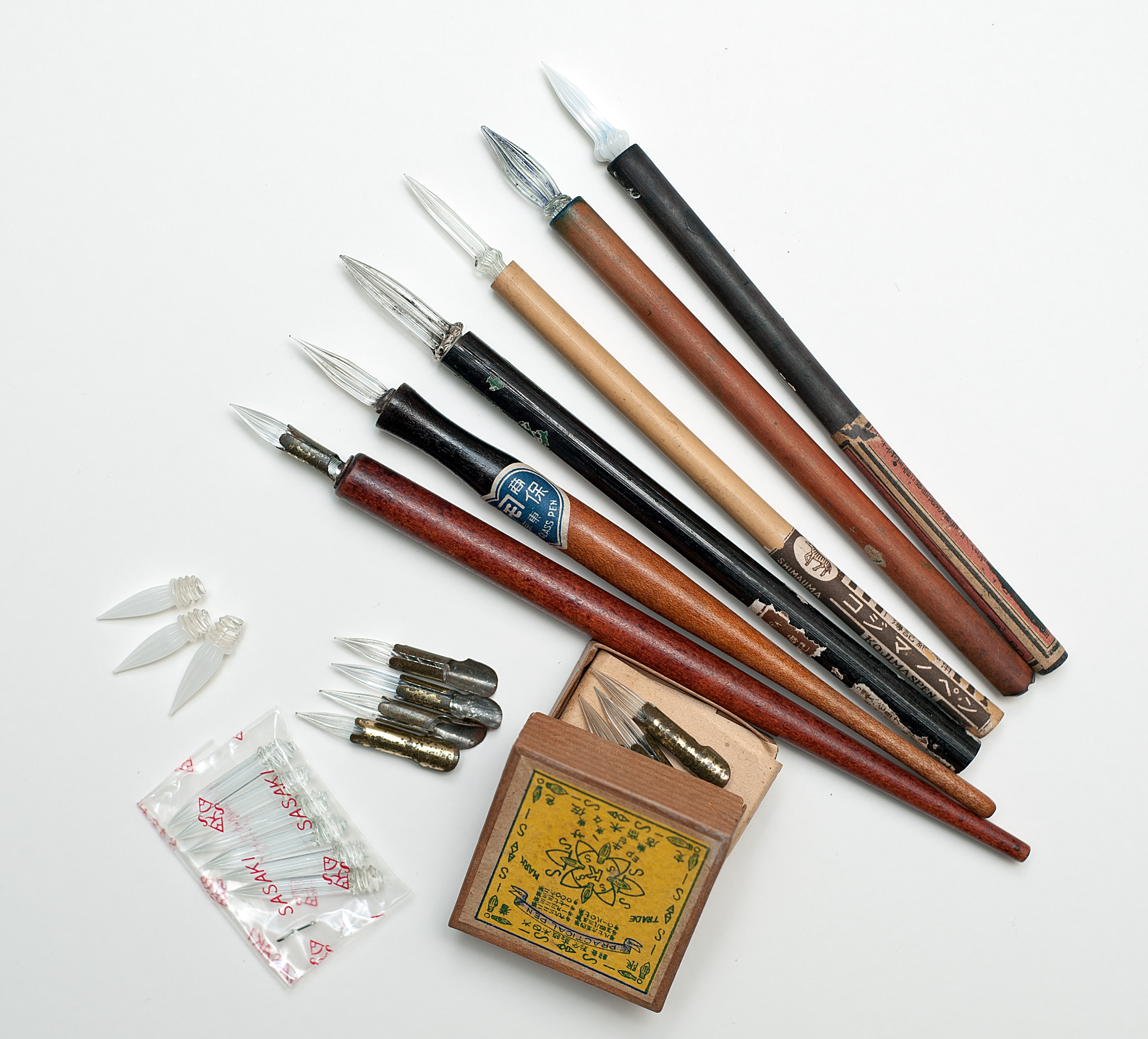

ここでは「ガラスペン」を主に製造・販売しているメーカーを記す。
現在
- 佐瀬工業所[5] -「平和萬年筆」

廃業・生産終了
- 葵文具製作所（現:たけうち[6]）-「アオイガラスペン」[7][8]
- 合資会社小島製作所 -「コジマノペン」
- 佐々木商店 -「佐々木ガラスペン」ガラスペンを開発した佐々木定次郎が営んでいた。
- 中島製作所 -「陶玉竹軸ガラスペン」
- 東洋製作所 -「極細字用ペン」

その他、昭和時代には「キクスイ印」「ダルマ印」「クラウンの硝子ペン」などと数多くの小規模のガラスペンメーカーが存在した。